# Полный облом (фильм, 2006)
«Полный облом» (англ. Big Nothing) — чёрная комедия, поставленная режиссёром Жан-Батистом Андреа. Премьера фильма состоялась 18 ноября 2006 года.

## Сюжет
Теглайн: «Парочка трупов — это только начало!».
Чарли Вуд — бывший учитель, живущий вместе с женой Пенелопой и дочерью в маленьком городке на севере штата Орегон. Он устраивается на работу в телефонную компанию, где знакомится с Гасом Дикинсоном. У нового знакомого есть сведения о том, какие сайты посещают жители города. В местном баре «Разводной ключ» предлагает заработать много денег, шантажируя преподобного Смолса, посещавшего ресурсы с детским порно. Их разговор подслушивает знакомая Гаса Джози Макбрум, которая хочет войти в долю. Дикинсону и Вуду приходится согласиться, поскольку им нужен человек, который позвонит преподобному и скажет нужный текст. Но их гениальному плану не суждено осуществиться.

## В ролях
| Актёр           | Роль              |
| --------------- | ----------------- |
| Саймон Пегг     | Гас Дикинсон      |
| Дэвид Швиммер   | Чарли Вуд         |
| Элис Ив         | Джози МакБрум     |
| Наташа Макэлхон | Пенелопа Вуд      |
| Джон Полито     | агент Глас        |
| Мими Роджерс    | миссис Смолс      |
| Митчел Маллен   | преподобный Смолс |

## Саундтрек
1. Eels — Blinking Lights (For Me)
2. Howe Gelb — But I Did Not
3. Noir Désir — Fin De Siècle (G.L.Y.O.) (Andrej Mix)
4. Barrett Strong — Money (That’s What I Want)
5. Eels — Love Of The Loveless
6. Karl Jenkins — Sanctus
7. Emma Kirkby, James Bowman & The Academy of Ancient Music — Stabat Mater: I. Stabat Mater Dolorosa
8. Gogol Bordello — Sacred Darling
9. Gluecifer — Shakin' So Bad
10. Local H feat. Simi — Hands On The Bible
11. Rammstein — Engel
12. Martin Craft — The Soldier
13. Local H — Bound For The Floor
14. Baxter Dury — Sister Sister